# Benicolet (kommunhuvudort)
Benicolet är en kommunhuvudort i Spanien.   Den ligger i provinsen Província de València och regionen Valencia, i den östra delen av landet, 300 km sydost om huvudstaden Madrid. Benicolet ligger 238 meter över havet och antalet invånare är 517.
Terrängen runt Benicolet är kuperad österut, men västerut är den platt. Runt Benicolet är det ganska glesbefolkat, med 43 invånare per kvadratkilometer. Närmaste större samhälle är Gandia, 15,1 km öster om Benicolet. 